# نورا غال
نورا غال (بالإنجليزية: Nora Gal)‏ (14 أبريل 1912، أوديسا في أوكرانيا - 23 يوليو 1991، موسكو في روسيا)؛ شاعرة سوفيتية.